# Australie aux Jeux olympiques d'été de 1972
L'Australie participe aux Jeux olympiques d'été de 1972 à Munich en Allemagne. 168 athlètes australiens, 139 hommes et 29 femmes, ont participé à 110 compétitions dans 20 sports. Ils y ont obtenu 17 médailles : 8 d'or, 7 d'argent et 2 de bronze.

## Médailles
| Médaille | Discipline | Épreuve                       | Athlète                              | Performance | Date |
| -------- | ---------- | ----------------------------- | ------------------------------------ | ----------- | ---- |
| Or       | Natation   | 400 mètres nage libre hommes  | Brad Cooper                          |             |      |
| Or       | Natation   | 200 mètres nage libre femmes  | Shane Gould                          |             |      |
| Or       | Natation   | 400 mètres nage libre femmes  | Shane Gould                          |             |      |
| Or       | Natation   | 200 mètres 4 nages femmes     | Shane Gould                          |             |      |
| Or       | Natation   | 400 mètres 4 nages femmes     | Gail Neall                           |             |      |
| Or       | Natation   | 200 mètres brasse femmes      | Beverley Whitfield                   |             |      |
| Or       | Voile      | Dragon                        | John Cuneo Thomas Anderson John Shaw |             |      |
| Or       | Voile      | Star                          | David Forbes Scott Anderson          |             |      |
| Argent   | Athlétisme | 100 mètres femmes             | Raelene Boyle                        |             |      |
| Argent   | Athlétisme | 200 mètres femmes             | Raelene Boyle                        |             |      |
| Argent   | Cyclisme   | Course en ligne               | Clyde Sefton                         |             |      |
| Argent   | Cyclisme   | Kilomètre                     | Danny Clark                          |             |      |
| Argent   | Cyclisme   | Vitesse                       | John-Michael Nicholson               |             |      |
| Argent   | Natation   | 800 mètres nage libre femmes  | Shane Gould                          |             |      |
| Argent   | Natation   | 1500 mètres nage libre hommes | Graham Windeatt                      |             |      |
| Bronze   | Natation   | 200 mètres brasse femmes      | Beverley Whitfield                   |             |      |
| Bronze   | Natation   | 100 mètres nage libre femmes  | Shane Gould                          |             |      |